# Río Santa Lucía Chico

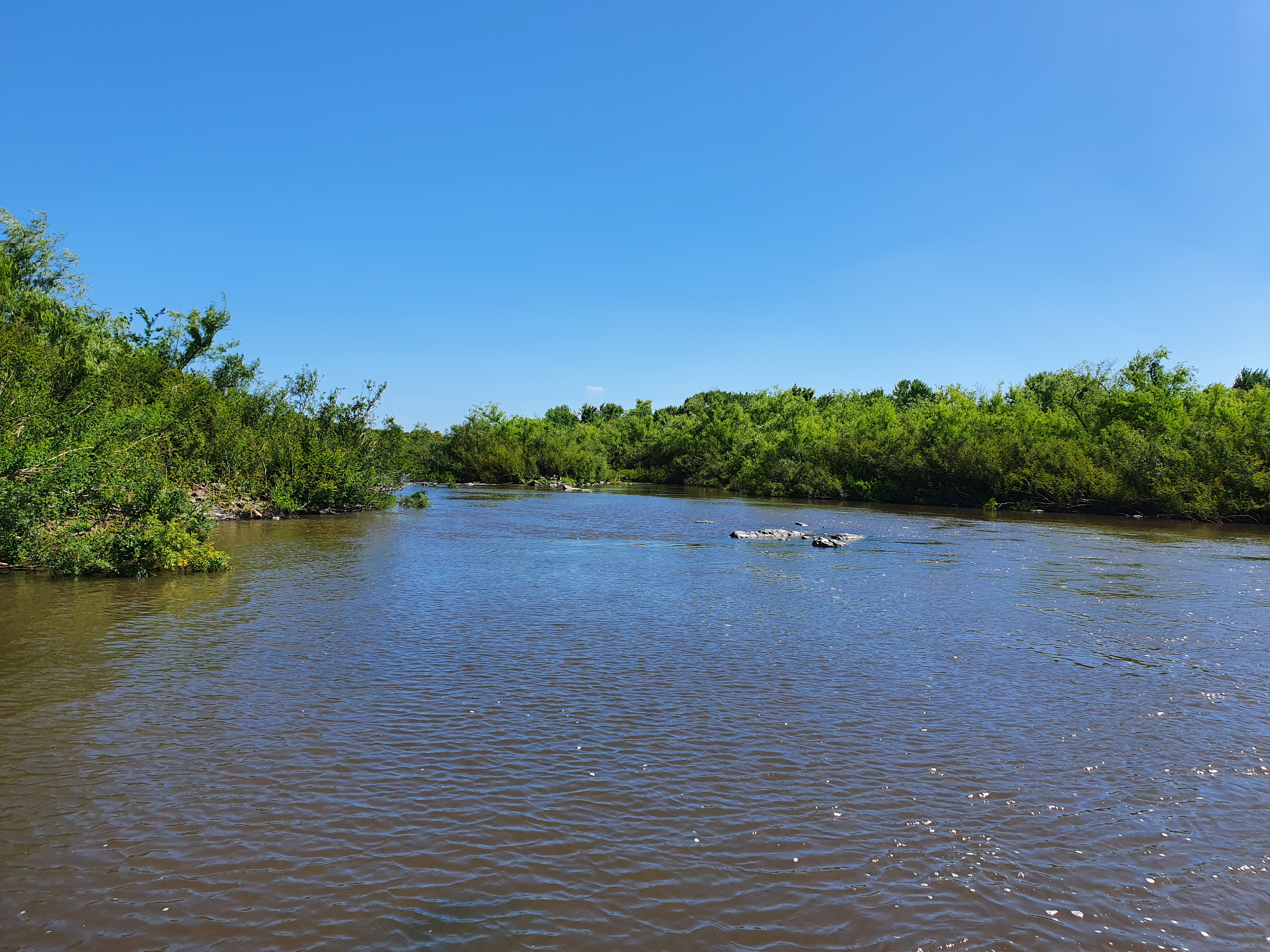
Der Fluss Santa Lucía Chico bei Paso Severino im Departement Florida, Uruguay. Blick nach Süden, vom Staudamm Paso Severino aus.

Der Río Santa Lucía Chico ist ein auf dem Gebiet des Departamento Florida im zentralen Süden Uruguays gelegener Fluss.

## Geografie
Der Nebenfluss des Río Santa Lucía, in den er nach rund 105 km langem Verlauf mündet, entspringt auf einer Höhe von 280 Metern über dem Meeresspiegel in der Cuchilla de Santa Lucía. Auf seinem Weg durch das Departamento Florida durchquert er auch dessen Hauptstadt Florida, wo an seinen Ufern die Piedra Alta liegt. Dort wurde am 25. August 1825 die Unabhängigkeit des Landes erklärt.